# Harras (Oberheldrungen)
Harras ist ein Ortsteil von Oberheldrungen im Kyffhäuserkreis in Thüringen.

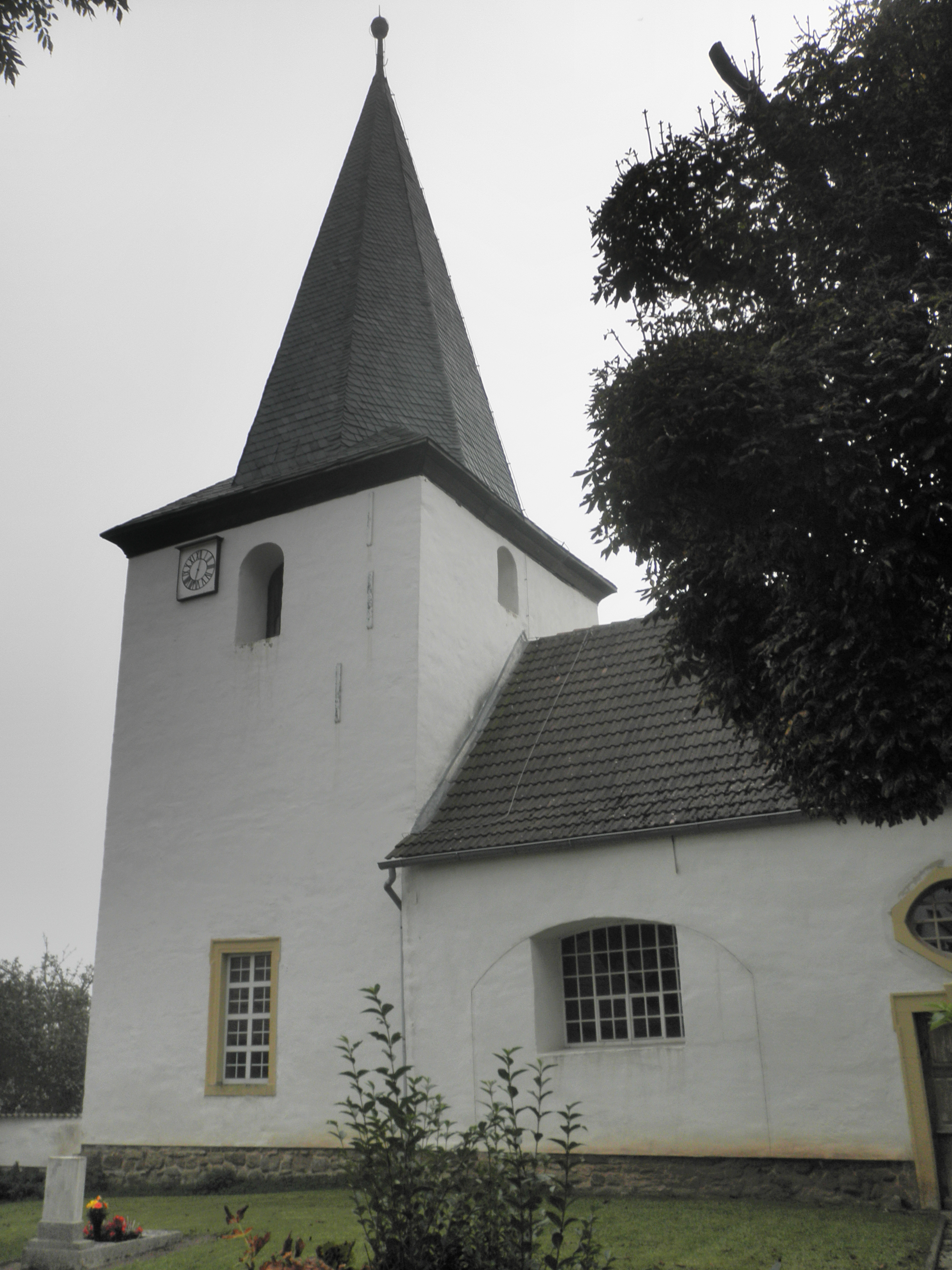
Die Kirche in Harras (2014)

## Lage
Harras liegt südwestlich von Oberheldrungen zwischen der Schmücke und der Hohen Schrecke. 1,5 Kilometer vom Ortsteil entfernt befindet sich der Bonifatiusberg. Er ist der Hauptberg der Schmücke. Nordwestlich verläuft ein Teilstück der neu gebauten Bundesautobahn 71 mit einem Tunnel unter der Schmücke.

## Geschichte
Am 3. oder 5. April 1252 wurde das Dorf erstmals urkundlich erwähnt.
Auf dem Bonifatiusberg liegt eine Wallanlage, in der Bodenfunde geborgen wurden. Die Funde aus den Grabhügeln sind mit anderen Gräberfeldern, wie Kleiner Seeberg und Ranis vergleichbar.
2012 hatte der ländlich geprägte Ort 70 Einwohner.
Aus dem Ort ging vermutlich das Adelsgeschlecht von Harras hervor und gehörte spätestens seit dem Ende des 16. Jahrhunderts zum Amt Heldrungen. Der am nördlichen Ortsrand stehende Viereckhof (siehe Bilder) ist teilweise der Rest des ehemaligen Rittergutes. Das Anwesen beherbergte zu DDR-Zeiten die LPG des Dorfes. Das frühere Herrenhaus wurde stark vereinfacht und verfremdet.
Die Kirche war zur Zeit der Wende 1990 nach Schilderung der Dorfbewohner abbruchreif. Dies wurde durch den starken persönlichen und finanziellen Einsatz von Wilhelm Schneider verhindert, durch den die Kirche wieder erstand. Er starb mit 98 Jahren und liegt auf dem Kirchhof von Harras begraben.

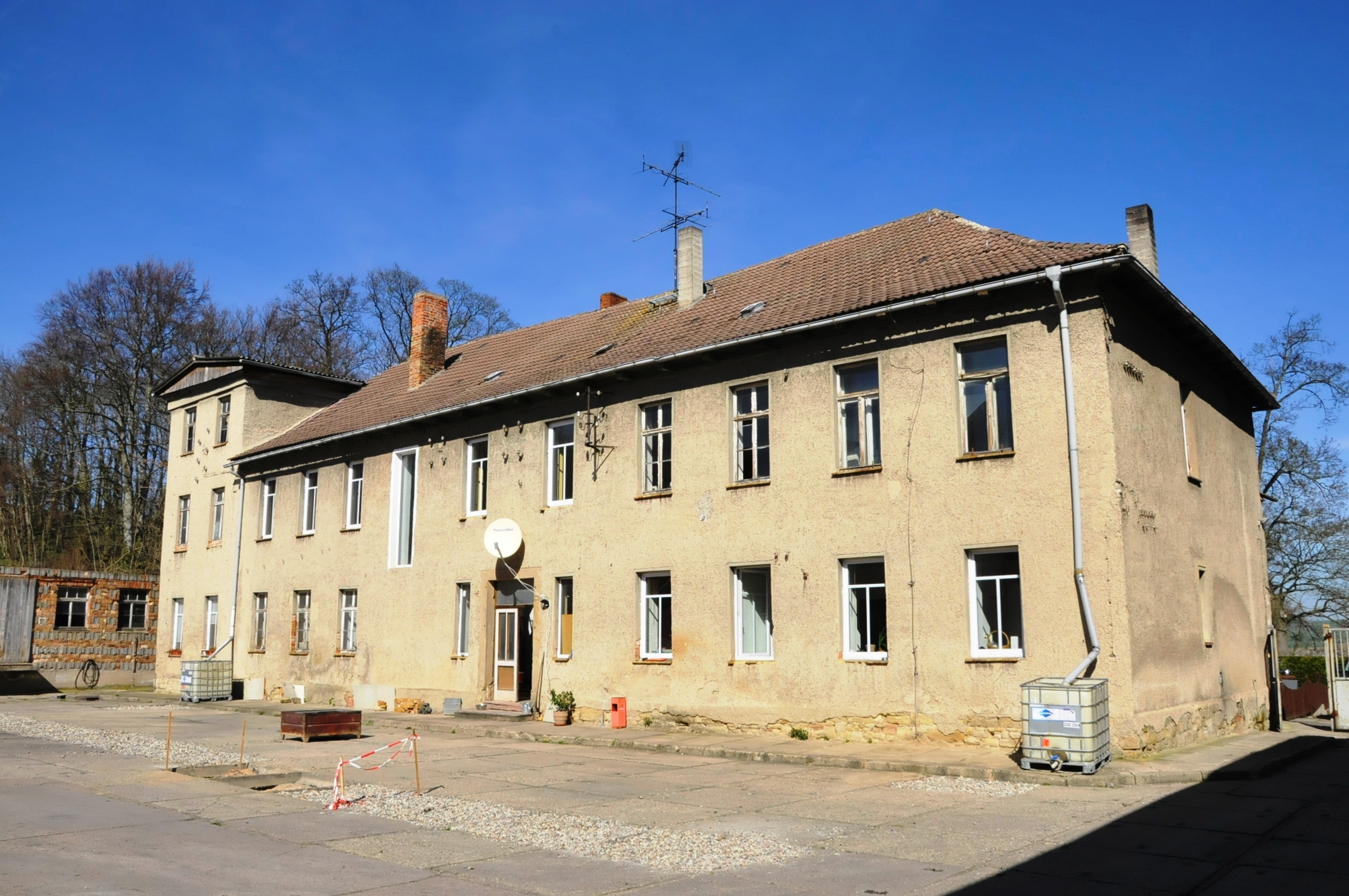
Das frühere Herrenhaus (Hofseite)
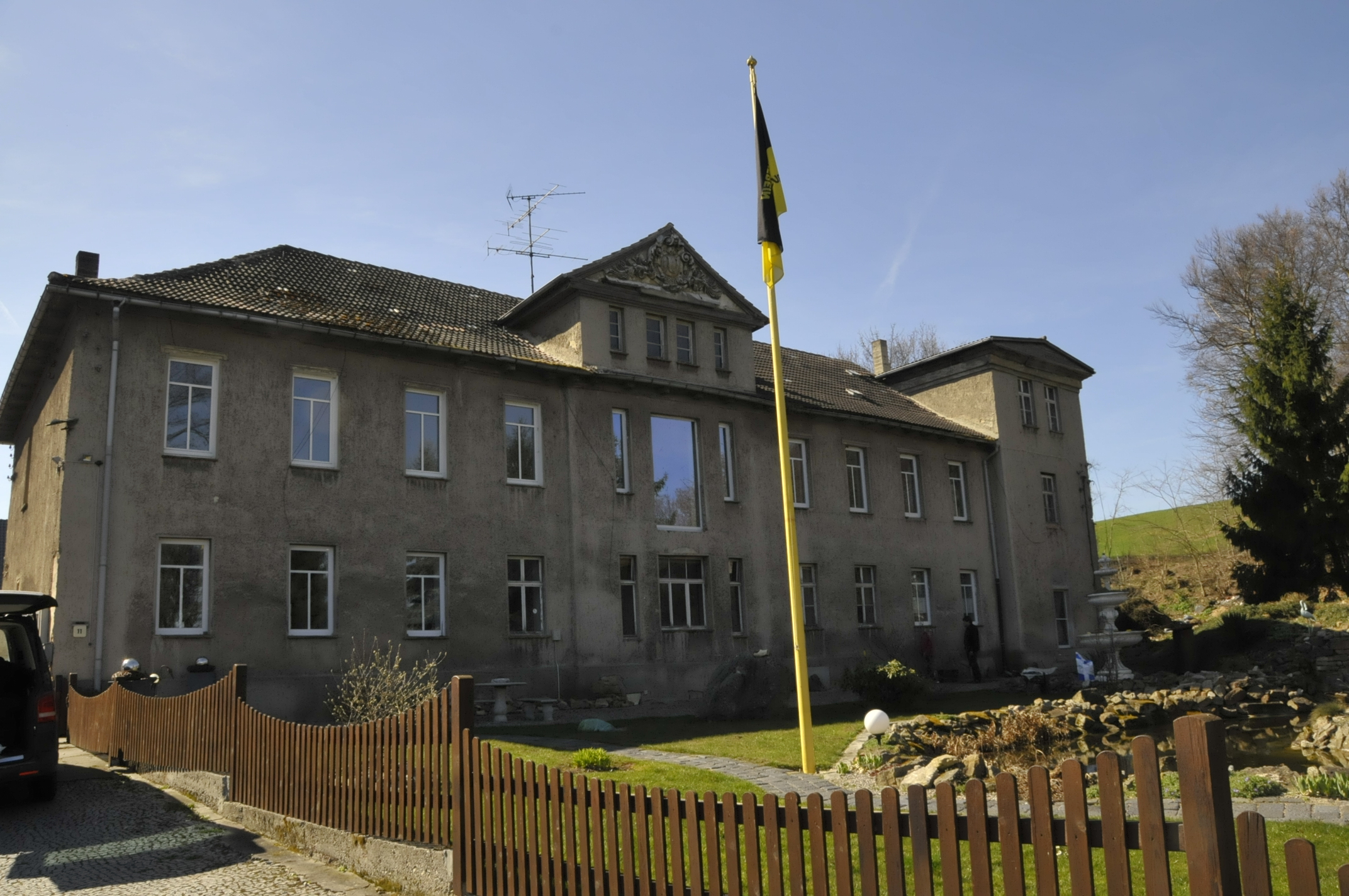
Das Herrenhaus (Nordostseite) mit …
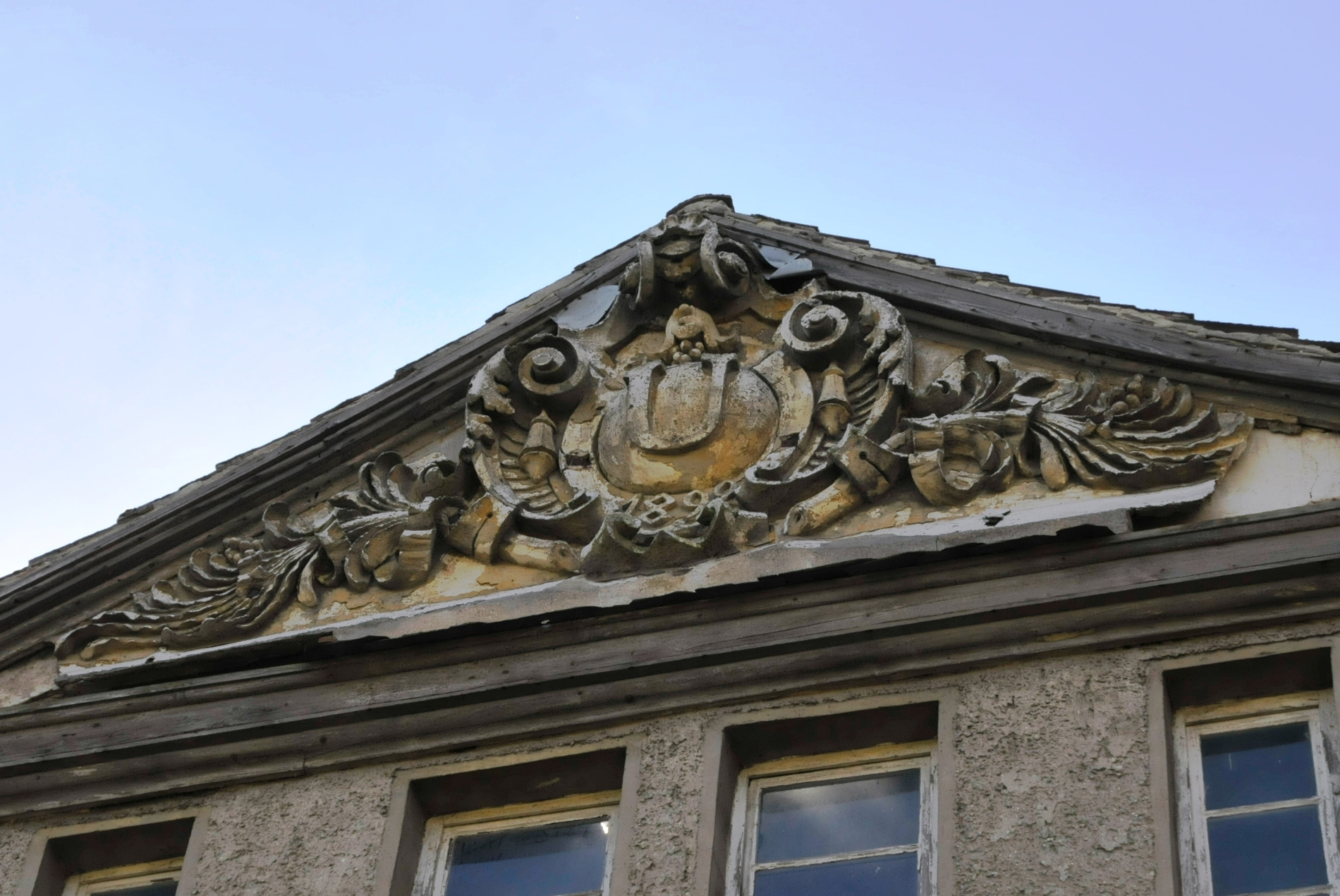
… einem Wappen von 1892.
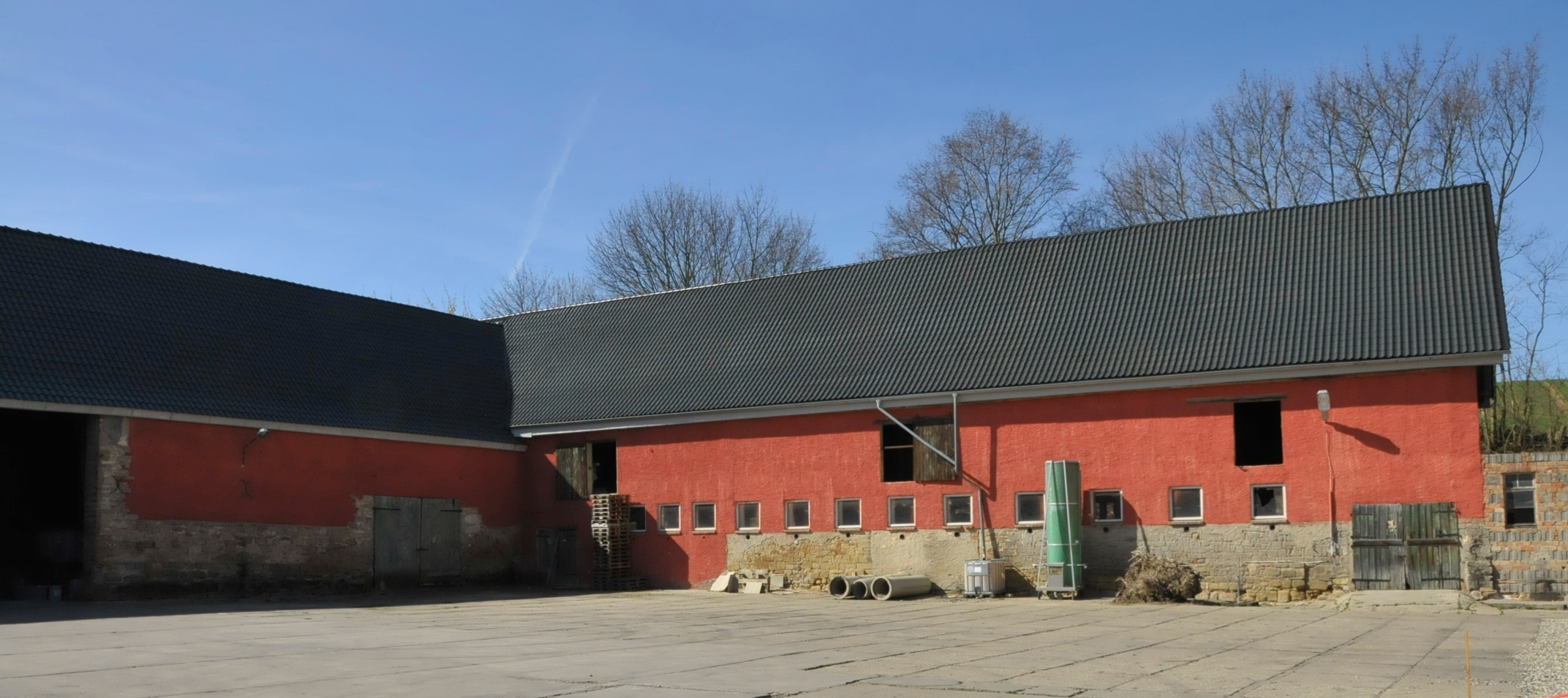
Der Nordwest und Südwestflügel

## Infrastruktur
Harras hat ein Freibad, welches Anfang der sechziger Jahren durch Einwohner in Eigenleistung gebaut wurde und seit 1962 genutzt wird. Da die Gemeinde 2012 das Freibad aus Kostengründen schließen wollte, gründete sich der Bade- und Freizeitsportverein Oberheldrungen - Harras e.V., die es seit 2012 betrieben. Da es durch eine Quelle gespeist wird, ist es ein Quellwasserfreibad.

### Straßen
Die einzige Straße durch Harras heißt Dorfstraße.

### Gewässer
Durch Harras fließt der Harraser Bach.